# Johnson Nsumoh
Johnson Nsumoh Kalu (Port Harcourt, 14 giugno 2001) è un calciatore nigeriano, attaccante dell'AS Trenčín.

## Carriera
Ha iniziato a giocare a calcio in Nigeria con la Family Love Football Academy. Nel febbraio del 2020 è passato in prestito allo Spartak Trnava, dove ha debuttato a livello professionistico il 14 giugno nell'incontro di Superliga perso 2-1 contro lo Žilina.
Il 30 giugno 2021 è stato acquistato dal Mosta, con cui ha debuttato il 15 luglio seguente andando in gol nell'incontro preliminare di Conference League proprio contro il suo ex club, lo Spartak Trnava. Nel gennaio del 2022 è passato in prestito al Birkirkara fino al termine della stagione.
Rientrato al Mosta, ha trascorso la prima metà di stagione con il club biancoblù per poi fare ritorno in Slovacchia fra le file dello Slovan Galanta. Nell'estate del 2023 è passato al ViOn Z.M., dove è rimasto per una stagione prima di trasferirsi all'AS Trenčín.

## Statistiche

### Presenze e reti nei club
Statistiche aggiornate al 15 febbraio 2025.
| Stagione              | Squadra               | Campionato            | Campionato | Campionato | Coppe nazionali | Coppe nazionali | Coppe nazionali | Coppe continentali | Coppe continentali | Coppe continentali | Altre coppe | Altre coppe | Altre coppe | Totale | Totale | Totale |
| Stagione              | Squadra               | Comp                  | Pres       | Reti       | Comp            | Pres            | Reti            | Comp               | Pres               | Reti               | Comp        | Pres        | Reti        | Pres   | Reti   |        |
| --------------------- | --------------------- | --------------------- | ---------- | ---------- | --------------- | --------------- | --------------- | ------------------ | ------------------ | ------------------ | ----------- | ----------- | ----------- | ------ | ------ | ------ |
| 2019-2020             | Spartak Trnava        | SL                    | 3          | 0          | CS              | 0               | 0               | -                  | -                  | -                  | -           | -           | -           | 3      | 0      |        |
| 2020-2021             | Spartak Trnava        | SL                    | 9          | 0          | CS              | 2               | 0               | -                  | -                  | -                  | -           | -           | -           | 11     | 0      |        |
| Totale Spartak Trnava | Totale Spartak Trnava | Totale Spartak Trnava | 12         | 0          |                 | 2               | 0               |                    | -                  | -                  |             | -           | -           | 14     | 0      |        |
| 2021-gen. 2022        | Mosta                 | PL                    | 12         | 1          | CM              | 0               | 0               | UECL               | 2                  | 1                  | -           | -           | -           | 14     | 2      |        |
| gen.-giu. 2022        | Birkirkara            | PL                    | 6          | 0          | CM              | 1               | 0               | -                  | -                  | -                  | -           | -           | -           | 7      | 0      |        |
| 2022-mar. 2023        | Mosta                 | PL                    | 10         | 0          | CM              | 0               | 0               | -                  | -                  | -                  | -           | -           | -           | 10     | 0      |        |
| Totale Mosta          | Totale Mosta          | Totale Mosta          | 22         | 0          |                 | 0               | 0               |                    | 2                  | 1                  |             | -           | -           | 24     | 1      |        |
| 2023-gen. 2024        | ViOn Z.M.             | SL                    | 14         | 0          | CS              | 4               | 2               | -                  | -                  | -                  | -           | -           | -           | 18     | 2      |        |
| gen.-giu. 2025        | AS Trenčín            | SL                    | 2          | 0          | CS              | 0               | 0               | -                  | -                  | -                  | -           | -           | -           | 2      | 0      |        |
| Totale carriera       | Totale carriera       | Totale carriera       | 56         | 1          |                 | 7               | 2               |                    | 2                  | 1                  |             | -           | -           | 65     | 2      |        |